# DKW Luxus 500
Die DKW Luxus 500  ist ein Motorradmodell der Zschopauer Motorenwerke J. S. Rasmussen. Sie ist das leistungsstärkste Modell der 1929 eingeführten, drei Hubraumklassen umfassenden Luxus-Baureihe.

## Technik
Die Modelle der Luxus-Reihe haben baugleiche Pressstahl-Profilrahmen mit Unterzug. Auch die Gabelscheiden der Parallelogrammgabel sind gepresste Stahlprofile. Die Rahmenverbindungen sind geschraubt. Rahmen und Vorderbau waren ab Werk einheitlich schwarz lackiert, der Satteltank dagegen dunkelrot. Eine gegenüber den Schwestermodellen Luxus 200 und Luxus 300 bedeutende Änderung ist die Motoraufhängung. An beiden Seiten des Gepäckträgers sitzen Kästen für das Bordwerkzeug. Am Tank waren Kniekissen angebracht.
Der Motor ist eine Weiterentwicklung des bei der Supersport 500 eingesetzten Antriebs. DKW verwendete hier Fahrtwindkühlung statt der Wasserkühlung des Vorgängermodells und die neuartige „Gasstromventilation zur Innenkühlung des Kolbens“ (mittels einer innerhalb des Kolbens eingegossenen Ablenkplatte wurde eine Zwangsführung des Frischgases unter dem heißen Kolbenboden hindurch erreicht). Das mit dem Motor in einem gemeinsamen Gehäuse verblockte Dreiganggetriebe wurde mit einem direkt am Getriebe angesetzten Hebel geschaltet. Als Primärtrieb dienen Zahnräder, eine Kette überträgt die Kraft vom Getriebe auf das Hinterrad.
Gegen Aufpreis war ab Werk eine 6-Volt-Beleuchtungsanlage mit Stand-, Abblend- und Fernlicht mit 30 Watt Leistung erhältlich.
| DKW Luxus 500         | DKW Luxus 500                                                                            |
| --------------------- | ---------------------------------------------------------------------------------------- |
| Motor                 | fahrtwindgekühlter Zweizylinder-Zweitakt-Reihenmotor mit 180° Kurbelversatz, Kickstarter |
| Steuerung             | Schlitzsteuerung                                                                         |
| Ladungswechsel        | Querstromspülung                                                                         |
| Bohrung × Hub         | 68 × 68 mm                                                                               |
| Hubraum               | 493,9 cm³                                                                                |
| Nennleistung          | 14 PS (10,3 kW)                                                                          |
| Vergaser              | Meco, Framo-B, Framo-E                                                                   |
| Schmierung            | Zweitaktgemisch 1 : 15–20                                                                |
| Getriebe              | 3-Gang-Getriebe                                                                          |
| Endantrieb            | Kette                                                                                    |
| Rahmenbauart          | Pressstahl-Profilrahmen                                                                  |
| Radstand              | 1340 mm                                                                                  |
| Sitzhöhe              | 700 mm                                                                                   |
| Radaufhängung vorn    | Parallelogrammgabel mit Schraubenfeder                                                   |
| Radaufhängung hinten  | Starrrahmen                                                                              |
| Bremsen               | Innenbackenbremsen vorn und hinten                                                       |
| Leergewicht           | 135 kg                                                                                   |
| Höchstgeschwindigkeit | 110 km/h                                                                                 |
| Stückzahl             | ca. 2000                                                                                 |